# Subaru Ascent
Subaru Ascent — среднеразмерный кроссовер, выпускающийся с 2018 года японской компанией Subaru. На некоторых рынках автомобиль известен как Subaru Evoltis.

## Описание
Изначально Subaru Ascent был представлен в апреле 2017 года в виде концепт-кара на Нью-Йоркском международном автосалоне, где также было объявлено, что сборка будет организована в Лафейетте, штат Индиана. Предсерийный экземпляр был представлен 28 ноября 2017 года на Автосалоне в Лос-Анджелесе.
Производство Subaru Ascent началось в 3 квартале 2018 года. Ascent позиционируется, как самый крупный автомобиль, выпускаемый компанией Subaru. Непосредственным предшественником является Tribeca (ранее — B9 Tribeca), выпуск которого был прекращён после 2014 модельного года.
В Японию модель не поставляется.

## Технические характеристики

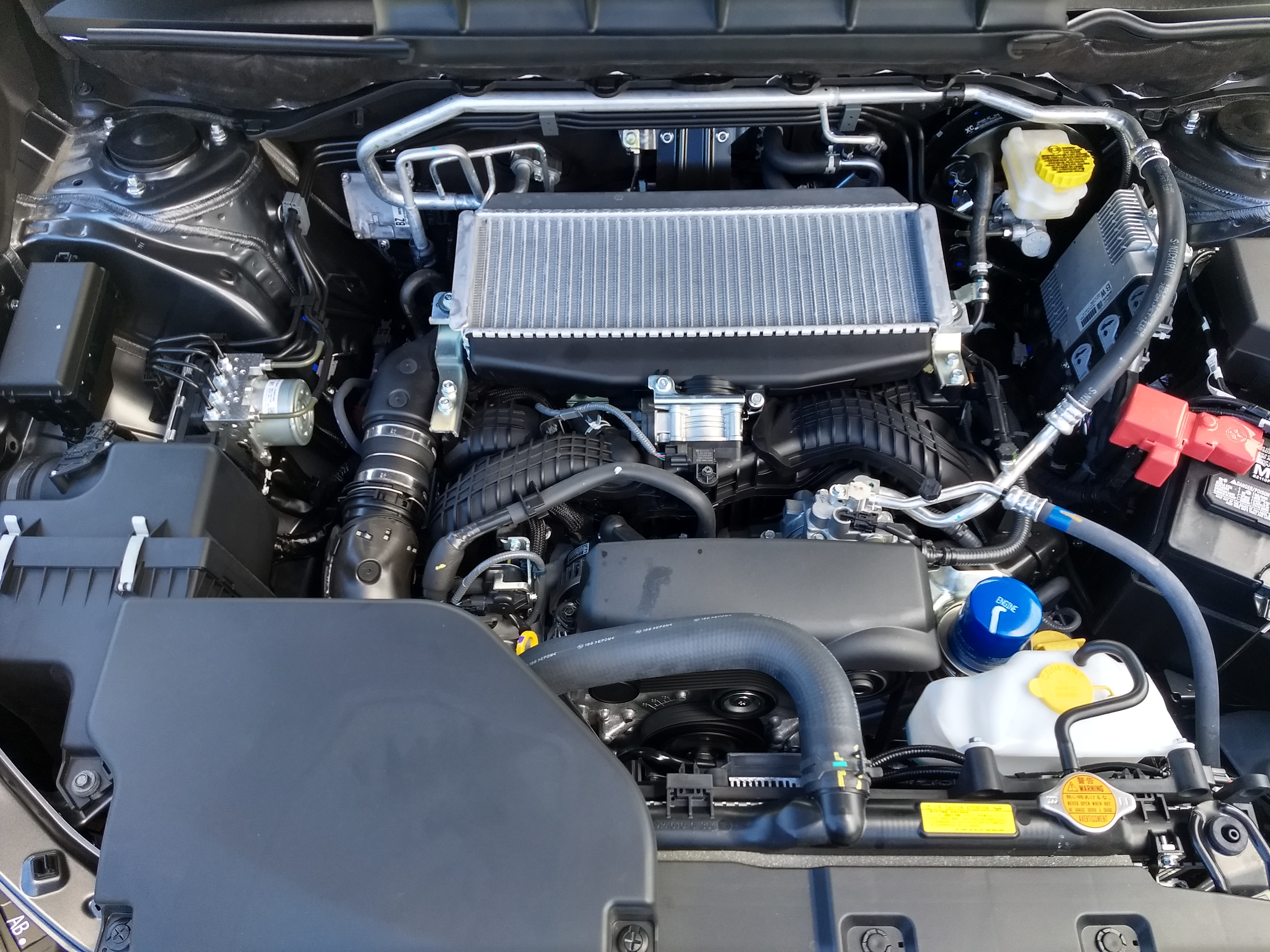
Моторный отсек Subaru Ascent

Subaru Ascent, выпускаемый на платформе Subaru Global Architecture (SGA), оснащён 2,4-литровым турбированным четырёхцилиндровым оппозитным двигателем FA24 (H4) с прямым впрыском мощностью 194 кВт (260 л. с.) при 5600 об/мин и крутящим моментом 376 Н·м при 2000—4800 об/мин. Привод — полный. Трансмиссия — бесступенчатая (TR690 Lineartronic).
При сложенных задних сиденьях объём грузового отсека Ascent составляет 2450 л. Клиренс составляет 220 мм.

## Галерея

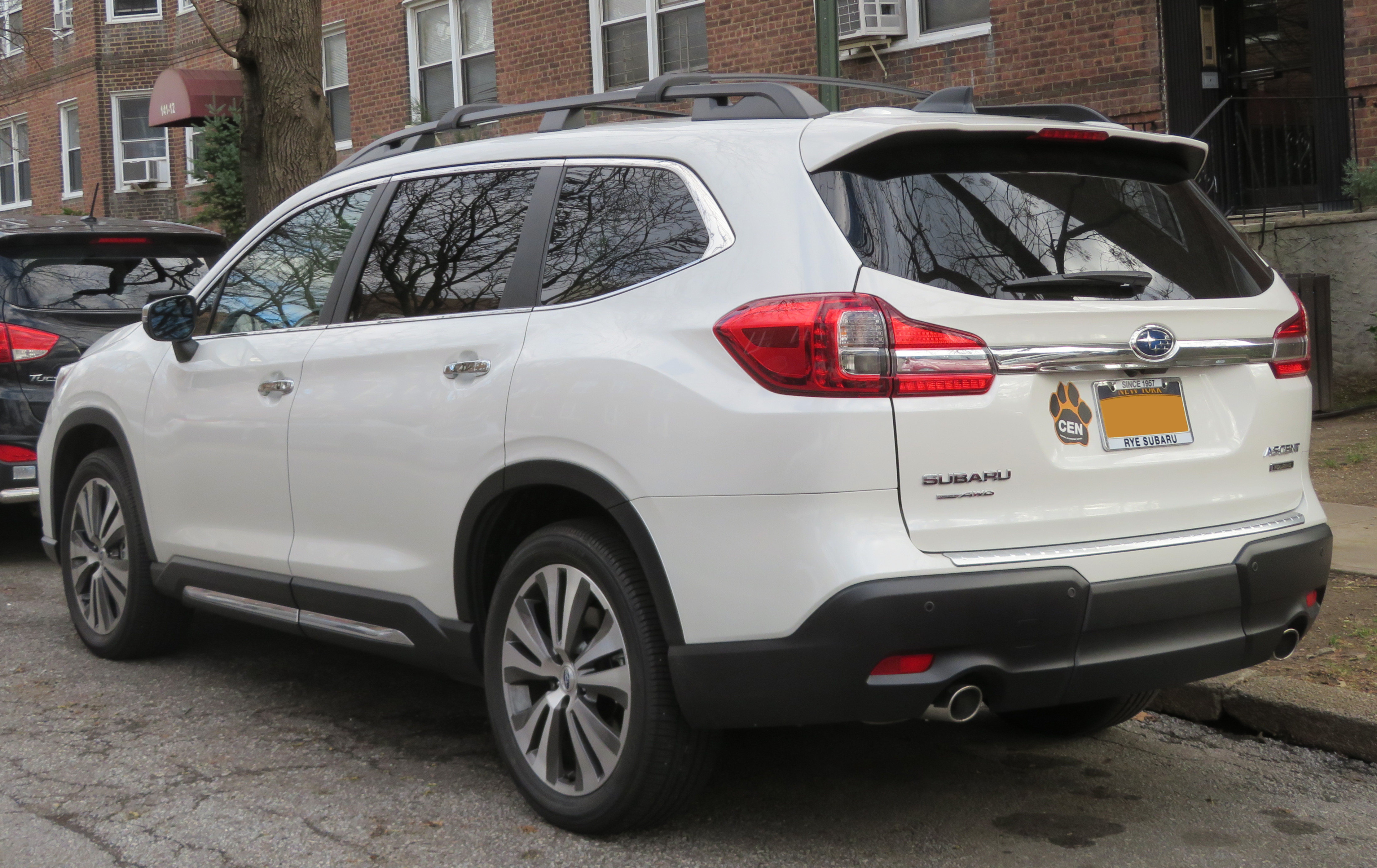
Вид сзади
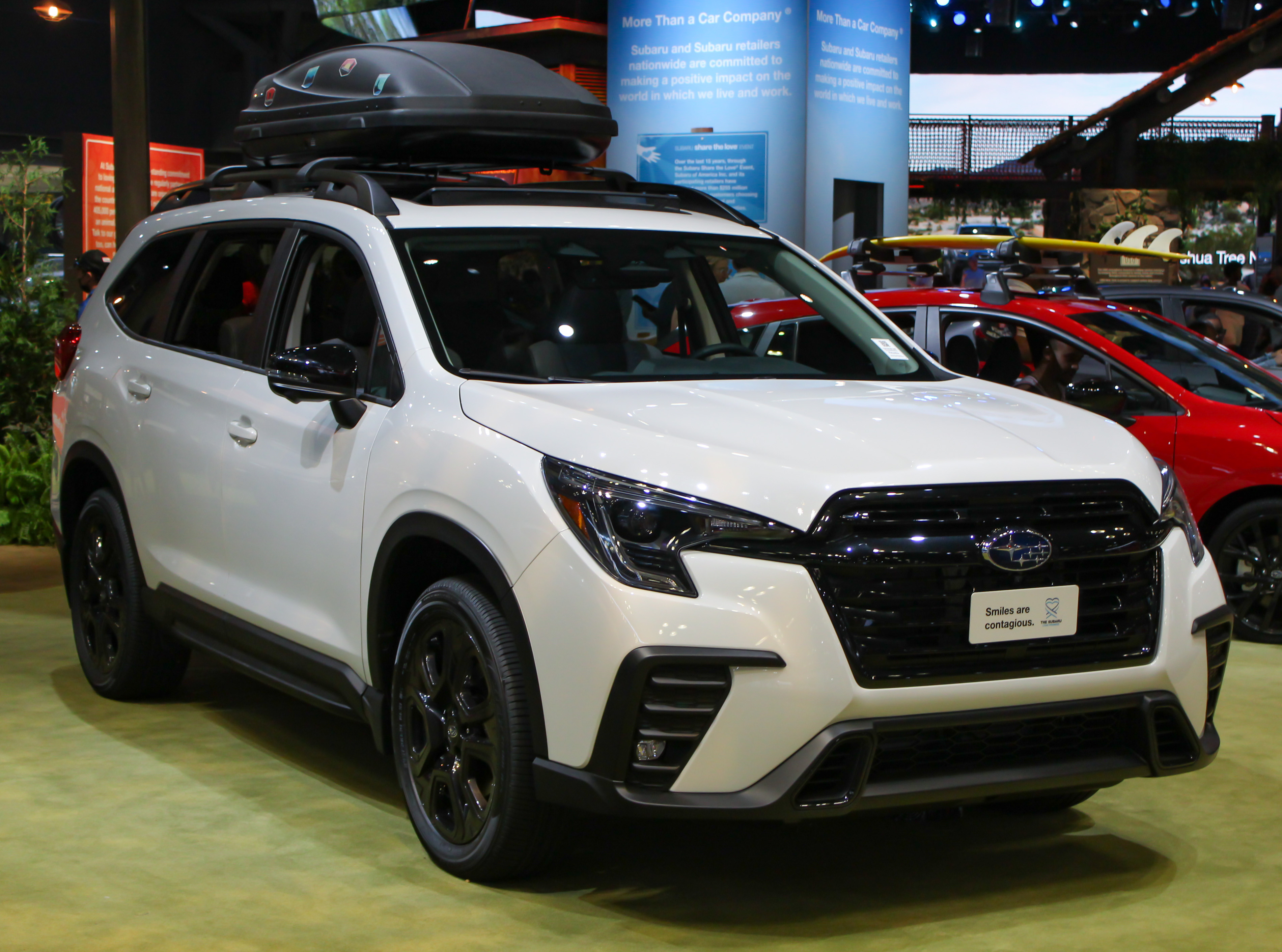
2023 Subaru Ascent на Нью-Йоркском автосалоне
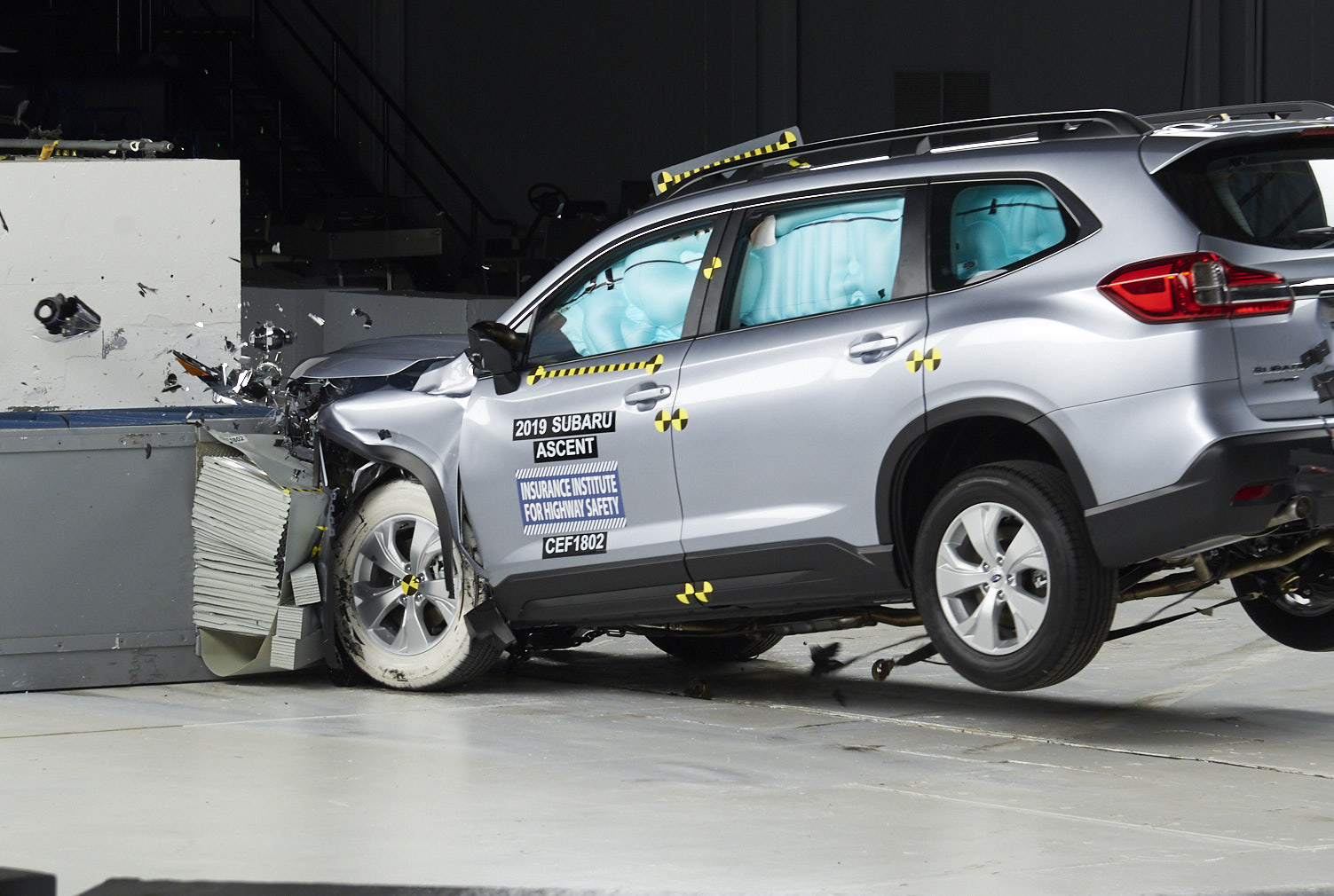
Краш-тест Subaru Ascent 2019 года выпуска с умеренным перекрытием, проведённый Институтом страхования дорожной безопасности

## Продажи
| Год  | США    | Канада |
| ---- | ------ | ------ |
| 2018 | 36,211 | 2,093  |
| 2019 | 81,958 | 4,139  |
| 2020 | 67,623 | 3,028  |
| 2021 | 59,980 | 3,359  |
| 2022 | 63,704 |        |
| 2023 | 60,543 |        |
| 2024 | 56,286 |        |